# كرة وسطى

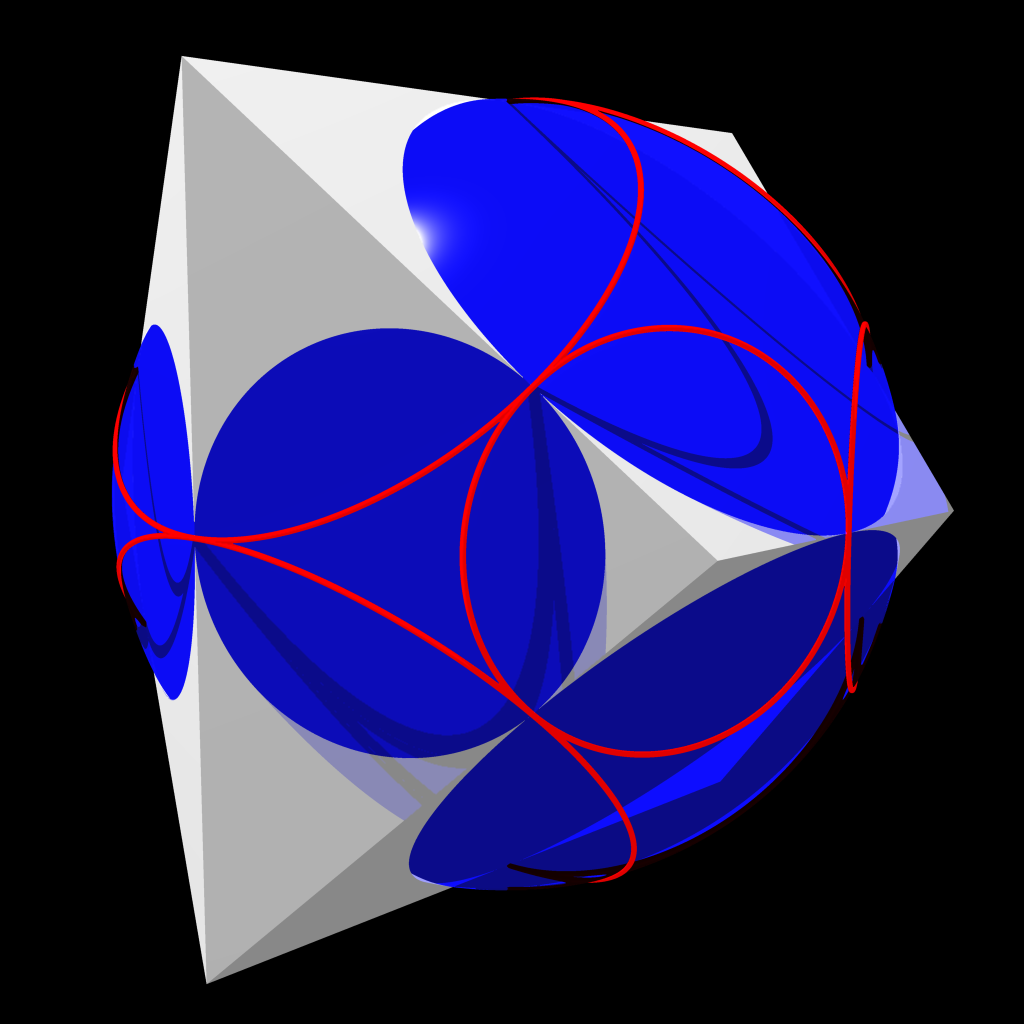
متعدد الوجوه ومجاله الأوسط. الدوائر الحمراء هي حدود الأغطية الكروية التي يمكن من خلالها رؤية وجه الكرة من كل رأس.

في الهندسة، الكرة الوسطى أو الكرة البينية لمتعدد الوجوه المحدب هي كرة مماسة لكل حافة من حواف متعدد الوجوه. لا يحتوي كل متعدد الوجوه على كرة وسطى، ولكن متعددات الوجوه المتسقة، بما في ذلك متعددات الوجوه المنتظمة وشبه المنتظمة وشبه المنتظمة ومزدوجياتها (الأشكال الصلبة الكاتالونية )، تحتوي جميعها على كرات وسطى. يُطلق على نصف قطر الكرة الوسطى اسم نصف القطر الأوسط. يقال أن متعدد السطوح الذي يحتوي على كرة وسطى يكون محاطًا بمنتصف هذه الكرة. 
عندما يكون لمتعدد الوجوه كرة وسطى، يمكن تكوين دائرتين عموديتين على الكرة المتوسطة، واحدة تتوافق مع التجاور بين رؤوس متعدد الوجوه، والأخرى تتوافق بنفس الطريقة مع متعدد الوجوه القطبي، والذي يحتوي على نفس الكرة الوسطى. طول كل حافة متعدد الوجوه هو مجموع المسافات من نقطتيه النهائيتين إلى الدوائر المقابلة لهما في هذه المجموعة الدائرية.
يحتوي كل متعدد وجوه محدب على متعدد وجوه مكافئ تركيبيًا، وهو متعدد الوجوه القانوني، الذي يحتوي على كرة متوسطة، مركزها مركز نقاط مماس حوافه. يمكن لخوارزميات التقريب العددي إنشاء متعدد الوجوه القياسي، ولكن لا يمكن تمثيل إحداثياته بدقة كتعبير مغلق الشكل. يمكن استخدام أي متعدد وجوه قانوني ومزدوجه القطبي لتشكيل وجهين متعاكسين لموشور تخالفي رباعي الأبعاد.

## التعريف والأمثلة
الكرة الوسطى في متعدد وجوه ثلاثي الأبعاد تُعرَّف بأنها كرة تمس كل حافة من حواف المجسم. بمعنى آخر، يجب أن تلامس كل حافة هذه الكرة في نقطة داخلية من الحافة دون أن تعبرها. وبصورة مكافئة، هي كرة تحتوي على الدائرة المحاطة لكل وجه من وجوه المجسم. عندما توجد كرة وسطى، فإنها تكون وحيدة. وليس كل متعدد وجوه محدب يمتلك كرة وسطى؛ ولكي يوجد مثل هذه الكرة، يجب أن يحتوي كل وجه على دائرة محاطة (أي يجب أن يكون مضلعاً مماسياً)، ويجب أن تقع جميع هذه الدوائر المحاطة على وجه كرة واحدة. على سبيل المثال، يمتلك متوازي مستطيلات كرة وسطى فقط عندما يكون مكعبًا، لأنه في غير هذه الحالة تكون أوجهه مستطيلات غير مربعة، وهذه لا تمتلك دوائر محاطة.
بالنسبة إلى المكعب القياسي متمركز عند الأصل في نظام إحداثيات ديكارتية، ورؤوسه عند النقاط الثمانية {\textstyle {\bigl (}{\pm {\tfrac {1}{2}}},\pm {\tfrac {1}{2}},\pm {\tfrac {1}{2}}{\bigr )}}، تكون أواسط الحواف على مسافة {\textstyle {\frac {\sqrt {2}}{2}}} من الأصل. وبالتالي، في هذا المكعب، الكرة الوسطى متمركزة في الأصل، بنصف قطر مقداره {\textstyle {\frac {\sqrt {2}}{2}}}. هذا نصف القطر أكبر من نصف قطر الكرة الداخلية، {\textstyle {\frac {1}{2}}}، وأصغر من نصف قطر الكرة المحيطة، {\textstyle {\frac {\sqrt {3}}{2}}}. وبصورة أعم، لأي مجسم أفلاطوني ذو طول ضلع {\displaystyle \ell }، نصف القطر الأوسط هو:
- {\displaystyle {\frac {\sqrt {2}}{4}}\ell } لرباعي الوجوه المنتظم رباعي وجوه,
- {\displaystyle {\frac {1}{2}}\ell } لثماني الوجوه المنتظم ثماني وجوه,
- {\displaystyle {\frac {\sqrt {2}}{2}}\ell } للمكعب المنتظم،
- {\displaystyle {\frac {\varphi }{2}}\ell } لعشروني الوجوه المنتظم عشروني وجوه، حيث {\displaystyle \varphi } ترمز إلى النسبة الذهبية،
- {\displaystyle {\frac {\varphi ^{2}}{2}}\ell } لاثني عشري الوجوه المنتظم اثنا عشري الوجوه.

تمتلك المجسمات متعددة الوجوه المتسقة، بما في ذلك المنتظمة وشبه المنتظمة ‏ والنصف منتظمة ‏ والثنوية، كرة وسطى. في المجسمات المنتظمة، توجد الكرة المحاطة، والكرة الوسطى، والكرة المحيطة، وكلها متراكزة،
```
وتلامس الكرة الوسطى كل حافة في منتصفها.

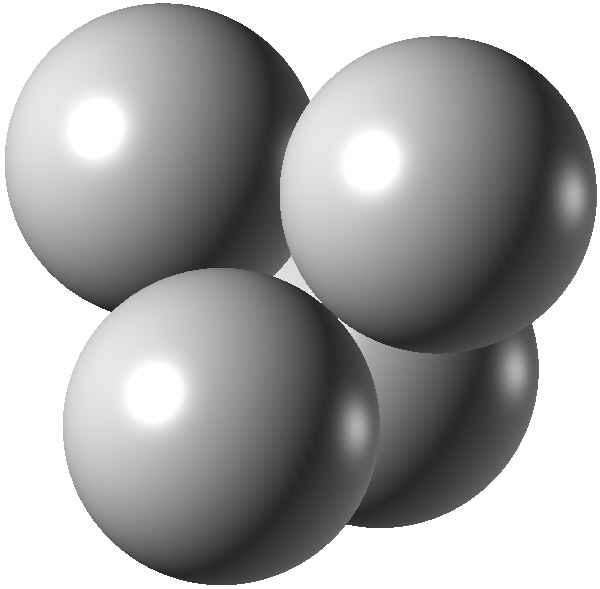
تشكل مراكز أربع كرات متماسة بعضها مع بعض رؤوس رباعي أوجه كريلي. في هذا المثال، أربع كرات متساوية تشكل رباعي أوجه منتظم. تمر الكرة الوسطى عبر النقاط الست لتماس هذه الكرات، والتي تشكل في هذه الحالة ثماني وجوه منتظم.

[
6
]
```

 ليس كل رباعي وجوه غير منتظم يمتلك كرة وسطى. رباعيات الأوجه التي تمتلك كرة وسطى تُعرف باسم "رباعيات أوجه كريلي"؛ وتشكل عائلة فرعية رباعية الأبعاد من الفضاء ذي الأبعاد الستة الذي يمثل جميع رباعيات الأوجه (حسب تحديد أطوال الحواف الستة). بشكل أكثر تحديدًا، رباعيات أوجه كريلي هي بالضبط رباعيات الأوجه التي تشكلها مراكز أربع كرات تتماس خارجيًا مع بعضها البعض. في هذه الحالة، تكون أطوال الحواف الستة لرباعي الأوجه هي مجموعات ثنائية لأطوال أنصاف أقطار هذه الكرات الأربع. الكرة الوسطى لمثل هذا الرباعي تلامس حوافه عند النقاط التي تتماس فيها كرتان من الكرات الأربع المكونة له، وتكون متعامدة على الكرات الأربع جميعها.

## الخصائص

### الدوائر المماسة
إذا كانت O هي الكرة الوسطى لمجسم محدب P، فإن تقاطع O مع أي وجه من وجوه P يكون دائرة تقع داخل الوجه، وتمس حوافه في نفس النقاط التي تلامسها الكرة الوسطى. وبهذا، يمتلك كل وجه من وجوه P دائرة محاطة، وتكون هذه الدوائر مماسة لبعضها البعض تمامًا عندما تتشارك الوجوه التي تقع فيها بحافة مشتركة. (ومع ذلك، ليست كل الأنظمة المكونة من دوائر بهذه الخصائص ناتجة عن كرات متوسطة.)
وبشكل ثنائي، إذا كان v رأسًا من رؤوس P، فإنه يوجد مخروط رأسه عند v، ويمس O في دائرة؛ تشكل هذه الدائرة حدود القبعة الكروية، يكون سطح الكرة داخلها مرئيًا من الرأس. أي أن هذه الدائرة تمثل أفق الكرة الوسطى كما تُرى من الرأس. وتكون هذه الدوائر المكونة بهذه الطريقة مماسة لبعضها البعض تمامًا عندما تكون الرؤوس التي تقابلها متصلة بحافة مشتركة.

### الثنوية

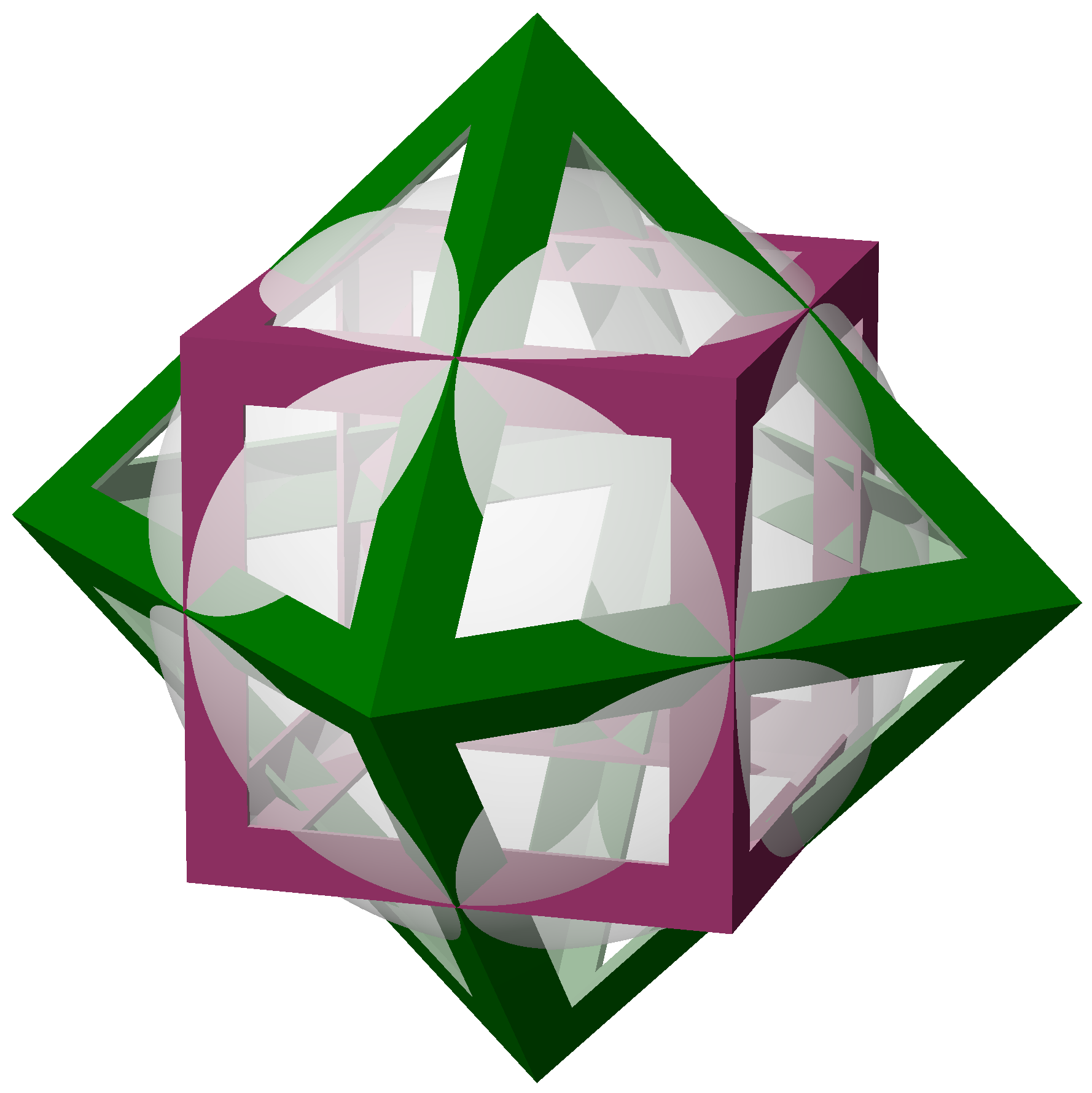
مكعب وثنويه الثماني الأوجه مع كرة وسطى مشتركة

إذا كان لمجسم P كرة وسطى O، فإن المجسم القطبي بالنسبة لـO يمتلك أيضًا O ككرةً وسطى. تمر مستويات وجوه المجسم القطبي عبر الدوائر على O التي تمس المخاريط التي تقع رؤوسها في رؤوس P. وتمس حواف المجسم القطبي الكرة الوسطى في نفس نقاط التماس التي تمسها حواف P، وتكون متعامدة مع حواف P.

### أطوال الحواف
بالنسبة لمجسم يمتلك كرة وسطى، من الممكن إسناد عدد حقيقي لكل رأس (وهو قوة الرأس بالنسبة للكرة الوسطى)، بحيث تساوي هذه القوة المسافة من الرأس إلى نقطة التماس على كل حافة تلامسه. ولكل حافة، يكون مجموع العددين المخصصين لنهايتيها هو ببساطة طول الحافة. على سبيل المثال، يمكن تمثيل رباعيات أوجه كريلي بواسطة أربعة أعداد مخصصة لرؤوسها الأربعة بهذه الطريقة، مما يظهر أنها تشكل عائلة رباعية الأبعاد.
مثال، تشكل النقاط الأربع (0,0,0)، (1,0,0)، (0,1,0)، و(0,0,1) أحد رباعيات أوجه كريلي، مع ثلاثة أوجه على شكل مثلثات قائمة متساوية الساقين ووجه واحد على شكل مثلث متساوي الأضلاع. تمثل هذه النقاط الأربعة مراكز أربع كرات متماسة ثنائيًا، بأنصاف أقطار {\displaystyle {\tfrac {1}{2}}{\sqrt {2}}\approx 0.707} للنقاط الثلاث غير الصفرية الواقعة على المثلث المتساوي الأضلاع، و{\displaystyle 1-{\tfrac {1}{2}}{\sqrt {2}}\approx 0.293} للنقطة الواقعة في الأصل. تمثل هذه الأعداد الأربعة (ثلاثة متساوية وواحد أصغر) المعلمات الأربعة التي تحدد هذا الرباعي. ثلاث من حواف رباعي الأوجه تربط بين نقطتين لهما نفس نصف القطر الأكبر؛ ويكون طول هذه الحواف مساويًا لمجموع نصفي القطر المتساويين، {\displaystyle {\sqrt {2}}}. أما الحواف الثلاثة الأخرى فتربط بين نقطتين لهما نصفي قطر مختلفين، ويكون مجموعهما واحدًا.
عندما يمتلك مجسم ذو كرة وسطى مسار هاملتوني، يمكن تقسيم مجموع أطوال الحواف في الدورة بنفس الطريقة إلى ضعف مجموع قوى الرؤوس. ونظرًا لأن هذا المجموع لا يعتمد على اختيار الحواف في الدورة، فإن جميع المسارات الهاملتونية لها أطوال متساوية.

## المجسم الكانوني

حزمة دوائر في المستوى (بالأزرق) يمكن الحصول عليها عن طريق الإسقاط المجسامي للدوائر الأفقية على الكرة الوسطى لمكعب ثماني الأوجه. تمثل الرؤوس الصفراء والحواف الحمراء المكعب ثماني الأوجه نفسه، وقد أُسقط مركزيًا على الكرة الوسطى ثم أُسقط مجسامياً على المستوى.

إحدى الصيغ الأقوى لـنظرية تغليف الدوائر، حول تمثيل الرسوم البيانية المستوية بأنظمة من الدوائر المتماسة، تنص على أن كل رسم بياني متعدد الوجوه يمكن تمثيله بواسطة رؤوس وحواف لمجسم له كرة وسطى. وبشكل مكافئ، يمكن تحويل أي مجسم محدب إلى شكل مكافئ تجمعيًا، مع رؤوس وحواف ووجوه متناظرة، يمتلك كرة وسطى. يمكن تحويل الدوائر الأفقية للمجسم الناتج، عبر إسقاط مجسادي، إلى حزمة دوائر في مستوى يكون رسم تقاطعي لها هو الرسم البياني المعطى: لا تتقاطع دوائرها مع بعضها البعض، وتكون مماسة لبعضها البعض فقط عندما تكون الرؤوس التي تمثلها متجاورة. وعلى الرغم من أن كل مجسم له شكل مكافئ تجمعيًا بكرة وسطى، إلا أن بعض المجسمات لا تمتلك أي شكل مكافئ بكرة داخلية أو كرة محيطة.
يمكن تحويل أي مجسمين محدبين لهما نفس شبكة الوجوه ونفس الكرة الوسطى إلى بعضهما البعض بواسطة تجانس الشكل للفضاء ثلاثي الأبعاد، بحيث تبقى الكرة الوسطى في نفس الموضع. تترك هذه التحويلات الكرة في مكانها، لكنها تحرك النقاط داخلها وفقًا لتحويل موبيوس. وأي مجسم له كرة وسطى، عند مقياس تصبح فيه الكرة الوسطى هي الكرة الوحدة، يمكن تحويله بهذه الطريقة إلى مجسم تكون فيه النقطة المركزية نقاط التماس عند مركز الكرة. وتسمى النتيجة لهذا التحويل المجسم الكانوني، وله خاصية أن جميع المجسمات المكافئة تجمعيًا ستنتج نفس المجسم الكانوني (حتى التطابق). ويوجد اختيار آخر للتحويل يأخذ أي مجسم بكرة وسطى إلى شكل يزيد من المسافة الدنيا لرأس عن الكرة الوسطى. يمكن إيجاده في تعقيد الوقت، ويكون للمجسم الكانوني المعرف بهذه الطريقة أكبر تناظر بين جميع الأشكال المكافئة تجمعيًا لنفس المجسم. بالنسبة للمجسمات التي لها مجموعة تناظرات تحافظ على الاتجاه وليست دورانية، يتطابق الخياران للتحويل. على سبيل المثال، المجسم الكانوني لمتوازي المستطيلات، معرف بأي من الطريقتين، هو مكعب، وتكون المسافة من مركزه إلى منتصف حوافه تساوي واحدًا وطول حافته {\displaystyle {\sqrt {2}}}.

### البناء
يمكن تقريب المجسم الكانوني لرسم بياني متعدد الوجوه معين عدديًا عن طريق تمثيل الرسم البياني والرسم الثنائي له كحزمتين متعامدتين من الدوائر المتماسّة في المستوى الإقليدي، ثم تطبيق إسقاط مجسامي لتحويله إلى زوج من حزم الدوائر على كرة، والبحث عدديًا عن تحويل موبيوس يجلب مركز نقاط التقاطع إلى مركز الكرة، ووضع رؤوس المجسم في نقاط في الفضاء حيث تكون دوائر الحزمة المحولة هي الأفق الخاص بها. ومع ذلك، قد تكون إحداثيات وأنصاف أقطار الدوائر في خطوة حزم الدوائر أعدادًا غير قابلة للإنشاء ولا يمكن التعبير عنها بدقة بتعبير منغلق الشكل باستخدام العمليات الحسابية والجذور من الدرجة n.
بدلاً من ذلك، هناك طريقة عددية أبسط لبناء المجسم الكانوني اقترحها جورج دبليو. هارت، وتعمل مباشرة مع إحداثيات رؤوس المجسم، من خلال ضبط مواقعها لمحاولة جعل الحواف ذات مسافة متساوية من الأصل، ولجعل نقاط المسافة الدنيا من الأصل يكون مركزها عند الأصل، وللحفاظ على بقاء وجوه المجسم مستوية. على عكس طريقة حزم الدوائر، لم يثبت أن هذه الطريقة تتقارب إلى المجسم الكانوني، ولا حتى أنها ستنتج دائمًا مجسمًا مكافئًا تجمعيًا للمجسم المعطى، لكنها تبدو فعالة على الأمثلة الصغيرة.

### التطبيقات
يمكن استخدام المجسم الكانوني وثنويه القطبي لبناء نظير رباعي الأبعاد لموشور تخالفي، أحد وجهيه المتقابلين مكافئ تجمعيًا لأي مجسم ثلاثي الأبعاد معين. لا يُعرف ما إذا كان من الممكن استخدام أي مجسم ثلاثي الأبعاد مباشرة كوجه لموشور تخالفي رباعي الأبعاد، دون استبداله بالمجسم الكانوني الخاص به، ولكن لا يمكن دائمًا القيام بذلك باستخدام كل من مجسم ثلاثي الأبعاد عشوائي وثنويه القطبي.

### تقييد جسم ناعم
يمكن استبدال الكرة الوسطى في بناء المجسم الكانوني بأي جسم محدب ناعم. وبالنسبة لأي جسم من هذا النوع، يمتلك كل مجسم تجسيدًا مكافئًا تجمعيًا تكون حوافه مماسة لهذا الجسم. وقد وُصف هذا بأنه "تقييد بيضة": الجسم الناعم هو البيضة وتجسيد المجسم هو قفصها. وعلاوة على ذلك، فإن تثبيت ثلاث حواف من القفص بحيث تحتوي على ثلاث نقاط تماس محددة على الجسم يجعل هذا التجسيد فريدًا.

## فهرس المراجع
- Aravind، P. K. (مارس 2011)، "How spherical are the Archimedean solids and their duals?"، The College Mathematics Journal، ج. 42، ص. 98–107، DOI:10.4169/college.math.j.42.2.098، JSTOR:10.4169/college.math.j.42.2.098، MR:2793141، S2CID:116393034، Zbl:1272.97023
- Bannister، Michael J.؛ Devanny، William E.؛ Eppstein، David؛ Goodrich، Michael T. (2015)، "The Galois complexity of graph drawing: why numerical solutions are ubiquitous for force-directed, spectral, and circle packing drawings"، Journal of Graph Algorithms & Applications، ج. 19، ص. 619–656، arXiv:1408.1422، DOI:10.7155/jgaa.00349، MR:3430492، Zbl:1328.05128
- Bern، M.؛ Eppstein، D. (2001)، "Proceedings of the 7th Workshop on Algorithms and Data Structures"، WADS 2001, 8-10 August, Providence, Rhode Island، Lecture Notes in Computer Science، Springer-Verlag، ج. 2125، ص. 14–25، arXiv:cs.CG/0101006، DOI:10.1007/3-540-44634-6_3، MR:1936397، Zbl:0997.68536
- Byer، Owen D.؛ Smeltzer، Deirdre L. (2015)، "Mutually tangent spheres in n-space"، مجلة الرياضيات، ج. 88، ص. 146–150، DOI:10.4169/math.mag.88.2.146، JSTOR:10.4169/math.mag.88.2.146، MR:3359040، S2CID:125524102، Zbl:1325.51011
- Coxeter، H. S. M. (1973)، "2.1 Regular polyhedra; 2.2 Reciprocation"، Regular Polytopes (ط. 3rd)، Dover، ص. 16–17، ISBN:0-486-61480-8، MR:0370327
- Cundy، H. M.؛ Rollett، A. P. (1961)، Mathematical Models (ط. 2nd)، Oxford University Press، ص. 79, 117، MR:0124167، Zbl:0095.38001
- Fetter، Hans L. (2012)، "A polyhedron full of surprises"، مجلة الرياضيات، ج. 85، ص. 334–342، DOI:10.4169/math.mag.85.5.334، JSTOR:10.4169/math.mag.85.5.334، MR:3007214، S2CID:118482074، Zbl:1274.52018
- Grünbaum، Branko (2005)، "Are prisms and antiprisms really boring? (Part 3)" (PDF)، Geombinatorics، ج. 15، ص. 69–78، MR:2298896، Zbl:1094.52007، مؤرشف من الأصل (PDF) في 2025-06-14
- Hart، George W. (1997)، "Calculating canonical polyhedra"، Mathematica in Education and Research، ج. 6، ص. 5–10، مؤرشف من الأصل في 2025-05-15
- Koebe، Paul (1936)، "Kontaktprobleme der Konformen Abbildung"، Ber. Sächs. Akad. Wiss. Leipzig, Math.-Phys. Kl.، ج. 88، ص. 141–164، JFM:62.1217.04، Zbl:0017.21701
- László، Lajos (2017)، "An inequality and some equalities for the midradius of a tetrahedron" (PDF)، Annales Universitatis Scientiarum Budapestinensis de Rolando Eötvös Nominatae، ج. 46، ص. 165–176، MR:3722672، Zbl:1399.51014، مؤرشف من الأصل (PDF) في 2024-11-26
- Liu، Jinsong؛ Zhou، Ze (2016)، "How many cages midscribe an egg"، Inventiones Mathematicae، ج. 203، ص. 655–673، arXiv:1412.5430، Bibcode:2016InMat.203..655L، DOI:10.1007/s00222-015-0602-z، MR:3455159، S2CID:253741720، Zbl:1339.52010
- Mohar، Bojan (1993)، "A polynomial time circle packing algorithm"، Discrete Mathematics، ج. 117، ص. 257–263، DOI:10.1016/0012-365X(93)90340-Y، MR:1226147، Zbl:0785.52006
- Pugh، Anthony (1976)، Polyhedra: A Visual Approach، University of California Press، ص. 4، ISBN:9780520030565، MR:0451161، Zbl:0387.52006، مؤرشف من الأصل في 2025-01-19
- Sachs، Horst (1994)، "Coin graphs, polyhedra, and conformal mapping"، Discrete Mathematics، ج. 134، ص. 133–138، DOI:10.1016/0012-365X(93)E0068-F، MR:1303402، Zbl:0808.05043
- Schramm، Oded (1992)، "How to cage an egg"، Inventiones Mathematicae، ج. 107، ص. 543–560، Bibcode:1992InMat.107..543S، DOI:10.1007/BF01231901، MR:1150601، S2CID:189830473، Zbl:0726.52003
- Springborn، Boris A. (2005)، "A unique representation of polyhedral types: Centering via Möbius transformations"، Mathematische Zeitschrift، ج. 249، ص. 513–517، arXiv:math/0401005، DOI:10.1007/s00209-004-0713-5، MR:2121737، S2CID:7624380، Zbl:1068.52015
- Steinitz، E. (1928)، "Über isoperimetrische Probleme bei konvexen Polyedern"، Journal für die reine und angewandte Mathematik، ج. 1928، ص. 133–143، DOI:10.1515/crll.1928.159.133، JFM:54.0527.04، MR:1581158، S2CID:199546274
- Wheeler، Roger F. (ديسمبر 1958)، "25. Quadrilaterals"، Classroom Notes، المجلة الرياضياتية  [لغات أخرى]‏، ج. 42، ص. 275–276، DOI:10.2307/3610439، JSTOR:3610439، S2CID:250434576{{استشهاد}}:  صيانة الاستشهاد: علامات ترقيم زائدة (link)
- Ziegler، Günter M. (1995)، Lectures on Polytopes، Graduate Texts in Mathematics، Springer-Verlag، ج. 152، ص. 117–118، DOI:10.1007/978-1-4613-8431-1، ISBN:0-387-94365-X، MR:1311028، Zbl:0823.52002
- Ziegler، Günter M. (2007)، "Convex polytopes: extremal constructions and f-vector shapes"، في Miller، Ezra؛ Reiner، Victor؛ Sturmfels، Bernd (المحررون)، Geometric Combinatorics، IAS/Park City Mathematics Series، Providence, Rhode Island: American Mathematical Society، ج. 13، ص. 617–691، arXiv:math/0411400، DOI:10.1090/pcms/013/10، ISBN:978-0-8218-3736-8، MR:2383133، Zbl:1134.52018